# Карачекрак (река)
Карачекрак — река на Украине, в пределах Пологовского и Васильевского районов Запорожской области. Длина реки 22 км. Площадь водосборного бассейна 501 км².
Начинается в овраге у села Новогоровка. Течёт по открытой местности в северо-западном направлении через сёла Широкое и Подгорное. Уклон русла — 1,8 м/км. Впадает в Днепр (Каховское водохранилище) слева в 286 км от его устья на территории города Васильевка, образуя в месте впадения эстуарий. Высота устья — 16 метров над уровнем моря.